# Dmytro Vitovs'kyj
Dmytro Dmytrovyč Vitovs'kyj (in ucraino Дмитро́ Дми́трович Віто́вський?; Meducha, 8 novembre 1887 – Racibórz, 8 luglio 1919) è stato un militare e politico ucraino.

## Biografia
Nato da una famiglia della nobiltà ucraina della Galizia, si diplomò al liceo di Stanislau e si laureò in giurisprudenza all'università di Leopoli. Entrato nell'esercito austro-ungarico, aderì al Partito Radicale Ucraino e si avvicinò agli ambienti del nazionalismo. Dedicatosi alla formazione di gruppi paramilitari giovanili e di scout chiamati Sič, per il suo attivismo fu degradato dai vertici militari.
Con lo scoppio della prima guerra mondiale la carriera militare di Vitovs'kyj avanzò. Partecipò infatti ad alcune battaglie sui Carpazi contro i russi. Nel 1916-1917 organizzò le scuole ucraine in Volinia e l'anno successivo in Podolia. Diventato un comandante di compagnia della Legione dei Fucilieri della Sič, svolse incarichi di guerriglia. 
Verso la fine della prima guerra mondiale Vitovs'kyj fu nominato presidente del Comitato Militare Ucraino che organizzò la insurrezione di Leopoli contro i polacchi. Divenne quindi il primo comandante dell'Esercito Ucraino Galiziano (1-5 novembre 1918) della neonata Repubblica Nazionale dell'Ucraina Occidentale. Una settimana dopo Vitovs'kyj fu nominato Segretario di Stato delle Forze Armate nel governo di Kost' Levyc'kyj. 
Il 1º gennaio 1919 fu promosso da maggiore a colonnello. Come deputato del Consiglio nazionale ucraino (febbraio - aprile 1919) Vitovs'kyj fu scelto per partecipare alla conferenza di pace di Versailles come membro della delegazione ucraino-occidentale, nel maggio 1919. Di ritorno da Parigi a Kam"janec'-Podil's'kyj, rimase ucciso nello schianto dell'aereo a bordo del quale viaggiava insieme a tutti i suoi compagni di volo. Fu sepolto a Berlino.
Il 1º novembre 2002 i suoi resti sono stati trasferiti nel cimitero cimitero di Lychakiv a Leopoli.
Nel gennaio 2023 gli è stata dedicata la 102ª Brigata di difesa territoriale delle Forze armate ucraine.